# Lijst van voetbalinterlands Palestina - Verenigde Arabische Emiraten
Deze lijst van voetbalinterlands is een overzicht van alle officiële voetbalwedstrijden tussen de nationale teams van Palestina en de Verenigde Arabische Emiraten. De landen hebben tot op heden zes keer tegen elkaar gespeeld. De eerste ontmoeting, een wedstrijd tijdens de Pan-Arabische Spelen 1999, vond plaats op 23 augustus 1999 in Amman (Jordanië). Het laatste duel, een groepswedstrijd tijdens de Azië Cup 2023, werd gespeeld in Al Wakrah (Qatar) op 18 januari 2024.

## Wedstrijden
| № | Plaats    | Datum            | Competitie                | Wedstrijd                                | Uitslag |
| - | --------- | ---------------- | ------------------------- | ---------------------------------------- | ------- |
| 1 | Amman     | 23 augustus 1999 | Pan-Arabische Spelen 1999 | Palestina − Verenigde Arabische Emiraten | 1 − 0   |
| 2 | Dubai     | 10 oktober 2009  | Vriendschappelijk         | Verenigde Arabische Emiraten − Palestina | 1 − 1   |
| 3 | Abu Dhabi | 24 februari 2012 | Vriendschappelijk         | Verenigde Arabische Emiraten − Palestina | 3 − 0   |
| 4 | Ar-Ram    | 8 september 2015 | WK 2018 kwalificatie      | Palestina − Verenigde Arabische Emiraten | 0 − 0   |
| 5 | Abu Dhabi | 24 maart 2016    | WK 2018 kwalificatie      | Verenigde Arabische Emiraten − Palestina | 2 − 0   |
| 6 | Al Wakrah | 18 januari 2024  | Azië Cup 2023             | Palestina − Verenigde Arabische Emiraten | 1 − 1   |

## Samenvatting
| Competitie           | Totaal gespeeld | Winst Palestina | Gelijk | Winst V.A.E. | Doelsaldo Palestina – V.A.E. |
| -------------------- | --------------- | --------------- | ------ | ------------ | ---------------------------- |
| Azië Cup             | 1               | 0               | 1      | 0            | 1 − 1                        |
| WK-kwalificatie      | 2               | 0               | 1      | 1            | 0 − 2                        |
| Pan-Arabische Spelen | 1               | 1               | 0      | 0            | 1 − 0                        |
| Vriendschappelijk    | 2               | 0               | 1      | 1            | 1 − 4                        |
| Totaal               | 6               | 1               | 3      | 2            | 3 − 7                        |

PFF · 
Bondscoaches · 
A-internationals · 
Palestijns vrouwenelftal
1953 – 1959 ·
1960 – 1969 ·
1970 – 1979 ·
1980 – 1989 ·
1990 – 1999 ·
2000 – 2009 ·
2010 – 2019 ·
2020 − 2029
Afghanistan ·
Australië ·
Azerbeidzjan ·
Bahrein ·
Bangladesh ·
Bhutan ·
Burundi ·
Cambodja ·
Chili · 
China ·
Comoren ·
Egypte ·
Filipijnen ·
Griekenland ·
Guam ·
Hongkong ·
India ·
Indonesië ·
Irak ·
Iran ·
Japan ·
Jemen ·
Jordanië ·
Kazachstan ·
Kirgizië ·
Koeweit ·
Libanon ·
Libië ·
Malediven ·
Maleisië ·
Marokko ·
Mauritanië ·
Mongolië ·
Myanmar ·
Nepal ·
Noord-Korea ·
Oezbekistan ·
Oman ·
Oost-Timor ·
Pakistan ·
Qatar ·
Saoedi-Arabië ·
Seychellen ·
Singapore ·
Soedan ·
Sri Lanka ·
Syrië ·
Tadzjikistan ·
Taiwan ·
Tanzania ·
Thailand · 
Turkmenistan ·
Verenigde Arabische Emiraten ·
Vietnam ·
Zuid-Korea
UAEFA · A-internationals · Bondscoaches · Statistieken · Olympisch elftal · Vrouwenelftal van de Verenigde Arabische Emiraten · VA Emiraten U21 · VA Emiraten U19 · VA Emiraten U17
1972 – 1979 ·
1980 – 1989 ·
1990 – 1999 ·
2000 – 2009 ·
2010 – 2019 ·
2020 − 2029
OS 2012
Algerije ·
Andorra ·
Angola ·
Argentinië ·
Armenië ·
Australië ·
Azerbeidzjan ·
Bahrein ·
Bangladesh ·
Benin ·
Bolivia ·
Brazilië ·
Brunei ·
Bulgarije ·
Chili ·
China ·
Colombia ·
Costa Rica ·
Denemarken ·
Dominicaanse Republiek ·
Duitsland ·
Egypte ·
Estland ·
Filipijnen ·
Finland ·
Gabon ·
Gambia ·
Georgië ·
Haïti ·
Honduras ·
Hongarije ·
Hongkong ·
IJsland ·
India ·
Indonesië ·
Irak ·
Iran ·
Japan ·
Jemen ·
Joegoslavië ·
Jordanië ·
Kazachstan ·
Kenia ·
Kirgizië ·
Koeweit ·
Laos ·
Libanon ·
Libië ·
Litouwen ·
Maleisië ·
Malta ·
Marokko ·
Mauritanië ·
Moldavië ·
Myanmar ·
Nepal ·
Nieuw-Zeeland ·
Noord-Korea ·
Noorwegen ·
Oekraïne ·
Oezbekistan ·
Oman ·
Oost-Timor ·
Pakistan ·
Palestina ·
Paraguay ·
Peru ·
Polen ·
Qatar ·
Roemenië ·
Rusland ·
Saoedi-Arabië ·
Senegal ·
Singapore ·
Slovenië ·
Slowakije ·
Soedan ·
Sri Lanka ·
Syrië ·
Tadzjikistan ·
Thailand ·
Togo ·
Trinidad en Tobago ·
Tsjechië ·
Tunesië ·
Turkmenistan ·
Uruguay ·
Venezuela ·
Vietnam ·
Wit-Rusland ·
Zuid-Afrika ·
Zuid-Korea ·
Zweden ·
Zwitserland